# De Donjon

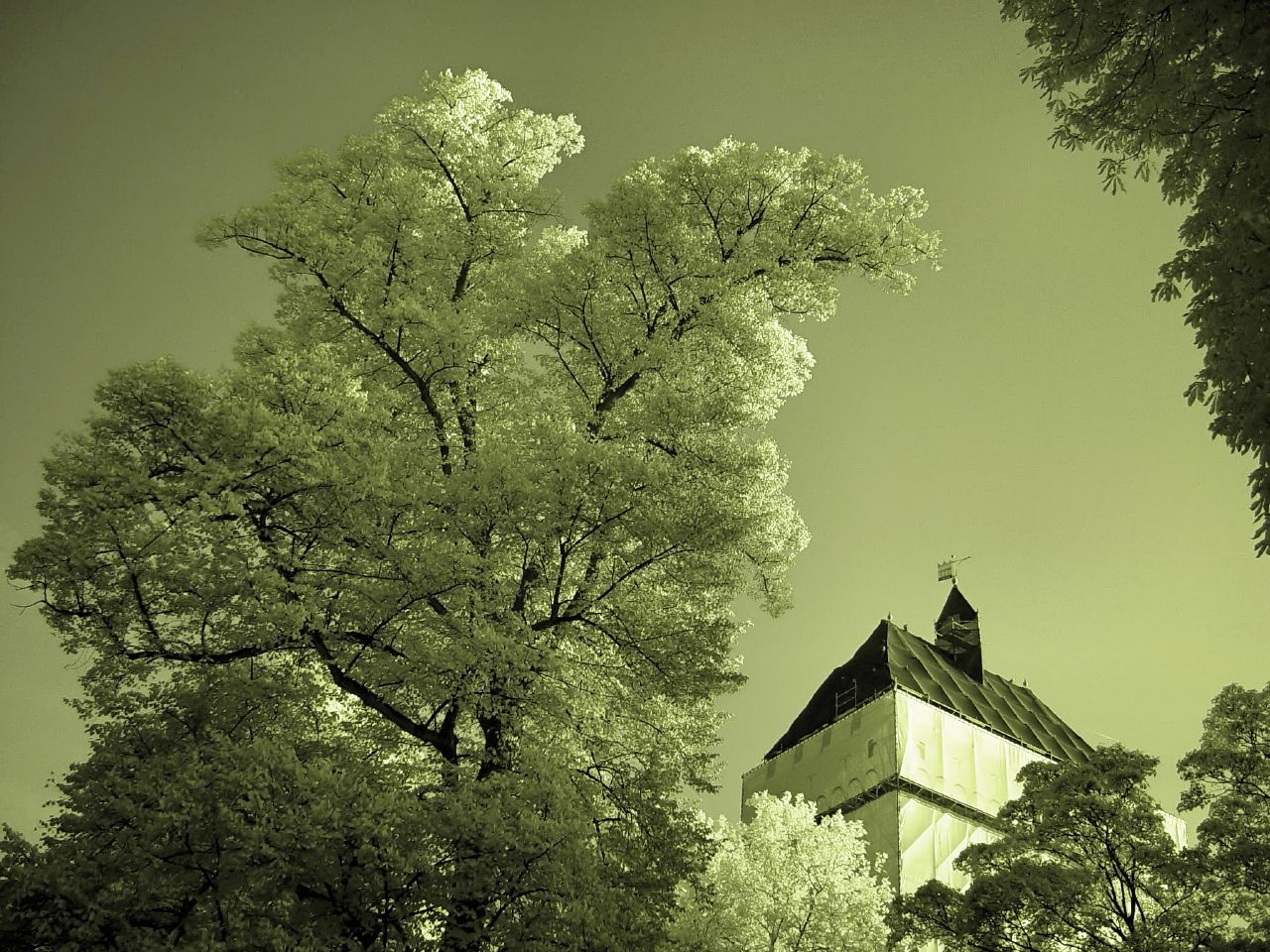
De Donjon (12-10-2005)

De Donjon in Nijmegen was een in steigers en met foto's bedrukte doeken nagebouwde versie van de reuzentoren van de eind 18e eeuw verdwenen Valkhofburcht. 
Het origineel van zowel de Valkhofburcht als de dominante vluchttoren zijn na 1794 afgebroken, met als doel de resterende bouwmaterialen elders te gebruiken en de tufstenen te vermalen tot trascement. Om het gat in het stadsaanzicht vervolgens op te vullen, werd op de plek waar de burcht gestaan had een park in Engelse landschapstijl met hoge bomen aangelegd langs het Kelfkensbos. Het terrein heet nu Valkhof, waar ook nog twee belangrijke ruïnes als laatste onderdelen van de Valkhofburcht resteren: de Sint Nicolaaskapel en de Barbarossa-ruïne.
In 2005 werd de replica van de reuzentoren, ter gelegenheid van het 2000-jarig bestaan van Nijmegen, in steigers nagebouwd. Bezoekers konden tegen betaling met een lift of trap omhoog om te genieten van het uitzicht over de stad vanaf een uitkijkplatform op 33 meter hoogte. Het ontwerp van Jeroen de Groot, waarin 24 km steigerbuizen zijn verwerkt, heeft in een jaar tijds ca 140.000 bezoekers getrokken. 
Vanwege de populariteit besloot de gemeente Nijmegen in 2006 na een referendum met een positieve uitslag van 63,5%, om een replica van de Donjon in steen te bouwen. Van de kant van de Rijksdienst voor het Cultureel Erfgoed werd er echter op gewezen dat de herbouw in strijd zou zijn met de cultuurhistorische betekenis van het Valkhof, inmiddels een rijksmonument. In maart 2017 werd bekendgemaakt dat een projectontwikkelaar bereid was de toren te laten bouwen en te exploiteren met horecafaciliteiten en een expositieruimte. De toren zou er in 2019 moeten staan. Wetenschappers en sommige inwoners van Nijmegen plaatsten echter kanttekeningen bij de wenselijkheid van het project. Op 5 december 2018 werd bekend dat de herbouw van de Donjon definitief niet doorging. De archeologische kosten, uitblijven van de omgevingsvergunning en onzekere exploitatie alsmede groeiend verzet werden als redenen aangevoerd.